# 小湍蛙
小湍蛙（学名：Amolops torrentis）为蛙科湍蛙属的两栖动物，是中国的特有物种。分布于海南等地。该物种的模式产地在海南五指山。